# Устинов, Пётр Герасимович
Пётр Герасимович Устинов (15 (27) декабря 1862, Пермская губерния — 15 (28) сентября 1913, Пермь) — земледелец, член уездной земской управы, депутат III Государственной Думы от Пермской губернии (1907—1912).

## Биография
Родился 15 декабря 1862 года (крещен 1 января 1863 г. ) в Юго-Кнауфском заводе (ныне с. Калинино) Осинского уезда Пермской губернии  в семье крестьянина (ранее мастерового) Герасима Кондратьевича Устинова и его жены Александры Ефимовны. Имел сестер Ирину (род. 29.04.1850 г.)  и Анну (род 06.12.1855 г.), единоверец. Окончил местное народное училище (или получил домашнее образование). Занимался земледелием на своём наделе.
Неоднократно избирался гласным Осинского уездного земского собрания. В 1886—1906 годы он являлся волостным писарем. С 1906 он также был членом уездной земской управы. Достиг должности заместителя председателя управы с годовым жалованьем в 1300 рублей.
14 октября 1907 года, на губернском избирательном собрании, беспартийный П. Устинов был выборщиком от крестьян Осинского уезда. Избрался в Государственную Думу Российской империи третьего созыва от общего состава выборщиков Пермского губернского избирательного собрания.

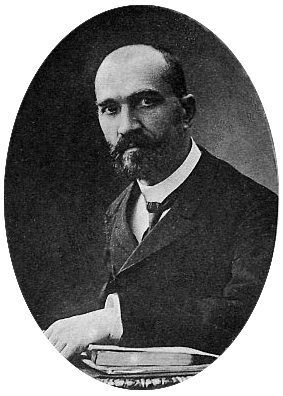
П. Г. Устинов (1910)

В III Думе вошел во фракцию прогрессистов и мирнообновленцев. Он работал в составе пяти думских комиссий: о путях сообщения, для выработки законопроекта об изменениях действующего законодательства о крестьянах, по местному самоуправлению, финансовой и по исполнению государственной росписи.
Его подпись стоит под законопроектами «Об изменении законов о взимании и отправлении земельных и натуральных повинностей крестьян», «О наделении безземельных и малоземельных крестьян землей», «Правила приема в высшие учебные заведения», «О введении в Архангельской губернии местного самоуправления», «Об изменении городского избирательного закона» и «Об отмене смертной казни».
В начале своей думской деятельности дважды выступил в парламентских прениях, в дальнейшем — отмалчивался. После окончания думских полномочий вернулся на малую родину, где продолжил службу в земстве. С 1912 года являлся представителем от земства в уездной землеустроительной комиссии и в городском присутствии по налогу с недвижимых имуществ. После завершения работы в Думе вернулся в Осу, работал заместителем председателя Осинской уездной земской управы.
Погиб, выпав из пролётки в Перми 15 сентября 1913 года, находясь в служебной командировке. Похоронен 17 сентября. В память о нём была выпущена почтовая открытка. Его вдова, Павла Фёдоровна, продолжала жить в Осе в 1931 г.